# 十二イマーム派

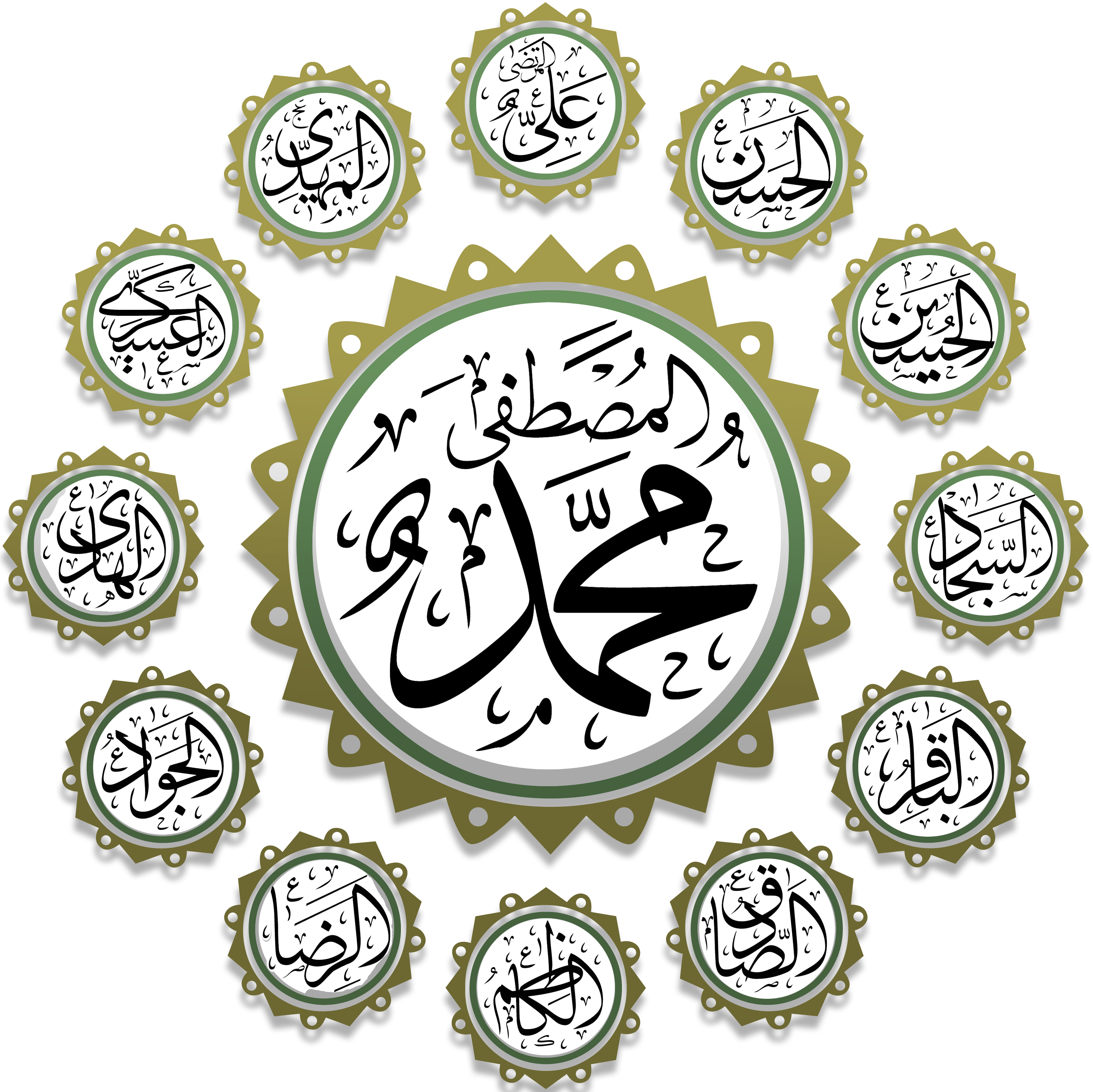

十二イマーム派（じゅうにイマームは、主格がアラビア語: الاثنا عشرية、属格・対格がアラビア語: الاثني عشرية、ペルシア語: شیعه دوازده‌امامی、アゼルバイジャン語: On iki imam şiəliyi）は、イスラム教シーア派の一派。イラン、イラク、アゼルバイジャン、レバノンなどに分布し、イランの国教でもある。

## 概要
シーア派諸派の中では最も信者の数が多い最大派であり、そのために外部の観察者からはシーア派の主流派と見られることも多く、日本では報道などで単に「シーア派」といった場合は十二イマーム派を指すことがほとんどである。十二イマームという名前は、歴史上12人のイマーム（シーア派指導者）が現れたことによる。
十二イマーム派においては、シーア派指導者であるイマームの地位はムハンマドの子孫によって、初代アリー（661年没）から十二代目まで、継承された。そして十二代イマームの時、そのイマームが人々の前から姿を消した。これは言葉通りの意味ではなく、世界の内側もしくは存在の見えぬ次元に「隠れ」た、とする（9世紀おわりから10世紀初頭）。この「隠れ」（ガイバ）の状態は現在に至っても続いており、最終的には最後の審判の日にイマームは再臨すると信じられている。信奉している法学派（マズハブ）は、ジャアファル法学派である。
イラン、アゼルバイジャンでは十二イマーム派が圧倒的多数を占め、現代のペルシア人、アゼリー人にとって十二イマーム派は民族アイデンティティーの一つとなっている。

## 影響・分派
「隠れ」に基づく十二イマーム派に特徴的な政治思想に、イマーム再臨までのあいだ不在のイマームの代理としてイスラム法学者が信者を指導できるとするものがある。20世紀にホメイニーの提唱した「法学者の統治論」とそれに基づくイラン・イスラーム革命では、この思想が精神的支柱となった。
血縁関係を重視する結果から、預言者ムハンマドの娘ファーティマの子が2代目3代目を継いだが、次第に血統が途絶えるなどし、（シーア派各分派）ザイド派は第五代、イスマーイール派は第七代のイマームを誰にあてるかで分派した。このほかに十二イマーム派の内部の学派に、18世紀にシャイフ・アフマド・アフサーイーが説いたシャイヒー派があり、19世紀にバーブ教、バハイ教が生まれている。

## 十二イマーム派の認める歴代イマーム
| シーア派主要分派の系統 | 1. アリー 2. ハサン 3. フサイン - ウマイヤ朝軍とカルバラーで戦い敗死。 4. アリー・ザイヌルアービディーン 5. ムハンマド・バーキル 6. ジャアファル・サーディク 7. ムーサー・カーズィム 8. アリー・リダー 9. ムハンマド・ジャワード 10. アリー・ハーディー 11. ハサン・アスカリー 12. ムハンマド・ムンタザル（マフディー） - 隠れイマーム |

## 歴代イマームの役割と彼らの時代

### イマーム・アリーの役割とその時代
イマーム・アリーは、モスクや集会で説教師として人々に話し、その大半は話を捏造し、ハディースの偽造を恐れなかった説話者たちを、その統治の初期にモスクから追い出し、自らの説話でもってイスラームの知識を語った。イマーム・アリーの講話や話の一部はヒジュラ暦4世紀にセイエド・ラズィーによって『雄弁の道』と題される集成にまとめられた。また彼の約一万一千の格言は『至上の智慧と言葉の珠』と題してまとめられている。
イマーム・アリーは預言者が逝去した後、イスラームとムスリムたちの基本的責任者たらんとした。しかし、およそ25年間、統治の舵をとる指導者となることはなかった。彼は微妙な条件下で、歩みだしたばかりのイスラームを敵や偽善者たちの打撃から守り、分派や分裂を起こさないよう、正面からの衝突を避けた。しかし、統治は確固とした彼の権利であることを説くことを控えることはなかった。
そしてこの間、イマームは諸事の改善ならびに預言者のあり方への回帰、そしてカリフたちが直面し解決できない問題を解決するために可能な限り努力した。彼はその公正なあり方で、人々に、特に新しい世代に預言者の行の魅力的な様相を示すことができた。ムアーウィヤの皇帝的、帝王的な豪奢絢爛さに対して、彼は貧しき者たちに列し、まるで最も貧しい者の一人のような生活をした。その統治は公正・平等・敬虔で有徳な統治であり、気高きイスラームを人々に紹介するものだった。しかしハワリージュ派のテロの犠牲となり殉教した。

### イマーム・ハサンの役割とその時代
イマーム・アリーの後、イマーム・ハサンの指導が始まり、人々は彼に忠誠の誓いを立てた。しかし、ムアーウィヤがこれに反対し、戦いが始まった。しかし数カ月後に和解し、年金と引き換えにカリフ位を放棄した。イマーム・ハサンの重要な役割は、ムアーウィヤの内面とその統治機関の本質を暴いたことである。次第にムアーウィヤの統治は崩れ、イマーム・フサインの決起の下地が作られた。

### イマーム・フサインの役割とその時代
イマーム・フサインはムアーウィヤの時代には兄であるイマーム・ハサンと同じ理由により、ジハードに着手するのはイスラーム社会のためにならないとみなした。ムアーウィヤが死去し、イマーム・ハサンとの講和文書の項目に反して自らの子のために人々から忠誠の誓いを取り付けると、諸状況は一変した。イマーム・フサインはムアーウィヤの息子であるヤズィードがカリフとなることを認めず、バイア(臣従の誓い)を拒否した。同時期、アリーがかつて治めていたクーファから、指導者として来て欲しいという旨の手紙が来たために、それに応じて一族郎党を連れイラクへ向かった。ところが、クーファの民とフサインの叛意はウマイヤ朝の知るところとなり、クーファの町は平定され、フサインの一族はカルバラーで包囲され、戦闘の後、一族もろとも殺害された。胴体から切り離されたフサインの頭部はまずクーファに運ばれ、ヤズィードに差し出された。イマーム・フサインは彼の兄弟、モハンマド・ハナフィアに遺言をしたためて、自分の行動について次のように述べている。
「我が行動と革命の動機は、人間的欲望や嗜好のためではない。我が目的は堕落腐敗や圧制のためではなく、わが祖父すなわち預言者の信者共同体(ウンマ)が紊乱した状況を改善すること、勧善禁悪のためである」
イマーム・フサインの決起は、腐敗したカリフ機関に対する最初の集団的武装蜂起であり、イスラームとカリフ機関を別のものとして考える原因となった。

### イマーム・サッジャードの役割とその時代
第４代イマーム・アリー・ザイヌルアービディーンことイマーム・サッジャードの時代は厳しい閉塞的状態、イスラーム世界の隅々にまで至る思想的・道徳的衰退の時代であった。このために、イマームは祈祷の用語を選んで使い、この形式で知識(マアーレフ)を教え、人々にイスラームの教えを広めた。後半生は追悼に明け暮れたため「祈りの人」という意味である「サッジャード」と称された。『サッジャードの祈祷集』は、信条やエルファーン、社会の様々な分野での知識を持つ54の祈祷を含み、シーア派の歴史上、信徒たちの訓育の役割を果たしている。これに加え、『十五祈祷』として有名なエルファーン的信条の内容を持つ15の祈祷がこのイマームに帰せられている。

### イマーム・バーキルの役割とその時代
イマーム・バーキルと、その次のイマーム・サーディクの時代は、ギリシャ古典の翻訳、思想やイデオロギー的闘争の拡大、彼らとは相対する諸理念や諸宗派の出現と重なった。彼らの役割はそういった混沌の中、自らの知識を広め、勢力を拡大することであった。
イマーム・サッジャードの諸活動のおかげで、第五代イマーム・バーキルの時代には状況が改善された。イマーム・バーキルは人々に対して当時の不正な簒奪者である統治者たちの適格性に疑問を呈し、指導とカリフに関するイスラームの見方を説いたが、なお武力による闘争は不適切とみなした。

### イマーム・サーディクの役割とその時代
イマーム・サーディクの時代は、さらにウマイヤ朝支配の弱体化と滅亡、アッバース朝支配の移行と重なり、イスラーム学の布教の必要性が高まった。イマーム・サーディクによる講義には4千人以上もの学識者が集まり、その中にはスンナ派の諸法学派の開祖たちもいた。当時有名であった唯物論者との討論においてイマームはイスラームの諸信条を守り、理性論と論証学を残した。とりわけ「モファッザルの唯一性論」は彼の優れた業績のひとつである。これは神学の分野で、彼が教友の一人モファッザルに教えたものである。このイマームからは数万ものハディースが様々な分野において残されており、教友の一人アブー・サイード・アバーンだけでも3千ものハディースをイマームから伝えている。イマーム・ジャアファル・サーディクの教えがもたらした影響は十二イマーム・シーアがジャアファリー・シーアとも呼ばれるほどであった。シーアの知識(マアーレフ)の多くが彼によっているからである。
アッバース朝の登場で、再び極めて厳しい閉塞状態となった。アッバース朝第二代カリフ・マンスールの時代、アリーの後裔たちは数多くの拷問や苦難を受けた。イマーム・サーディクはこの期間、闘争を信仰隠し(タギーイェ)とともに継続した。にもかかわらず、アッバース家のカリフはイマームの意図を知っていたために、彼を数回にわたり追放して脅し、最終的には殉教させた。

### イマーム・ムーサー・カーズィムの役割とその時代
イマーム・ザーディクの後、第七代イマーム・ムーサー・カーズィムがイマーム・サーディクのマクタブ(理念)を継承した。彼の時代にも、彼と相対するようなマクタブや諸党派が存在していた。イマーム・ムーサー・カーズィムとその弟子たちは、そのようなマクタブの指導者たちとの討論に努めた。イマーム・カーズィムから伝わる法学の伝承は第五代イマーム並びに第六代イマームに次いで多い。
この時代も、マンスールのカリフ位が終わるまで、同じ状態が続いた。マンスールの後、ハールーン・アッラシードがカリフ位を継ぐまでの間は、事態の改善が見られた。しかし、ハールーンがカリフ位を継承すると、再び厳しい状況に追い込まれた。にもかかわらずイマーム・ムーサー・カーズィムは政治的な努力を継続し、カリフ側を簒奪者とする立場をとった。例えば、ハールーンがファダク地所をイマームに返還しようとすると、イマームはそれに応じてイスラームの領域境界をファダクの境界として言明し、こうしてイスラームの領域全てに対する統治権をあからさまにハールーンから要求した。これは当時の条件下において最もあからさまかつ最も過激な政治的立場であった。また、イマーム・ムーサー・カーズィムはサファヴァーン・ジャンマールと衝突したことも政治的な努力を継続し、カリフ側を簒奪者とする立場をとった一例である。イマームの追随者の一人であるサファヴァーンは、彼のラクダを巡礼のためにハールーンに貸していた。イマーム・ムーサー・カーズィムはこれを知り彼に叱責し、いかなる種類であっても不正なるカリフとの協力を禁止した。しかし、アリー・イブン・ヤグディーンがイマームの許可のもとで、ハールーンの宰相として、イマームの目的を具現するために尽力した場合は例外とした。
カリフは日に日にイマームに対する締め付けを強めていった。最終的にカリフの命により、イマーム・ムーサー・カーズィムはメディナの預言者モスクでの礼拝時に捕えられ投獄された。さらにバスラやバクダードに連行され、数年にわたって牢獄をたらい回しにされた挙句、殉教した。

### イマーム・レザーの役割とその時代
イマーム・ムーサー・カーズィムが殉教した後、第八代イマーム・レザーの時代が始まった。アリー・リダーは、シーア派12イマーム派を国教とするイランではイマーム・レザーとして知られているため、ここではイマーム・レザーとする。イマーム・レザーの時代には、アッバース朝カリフ・マアムーンの招聘によって世界中の諸宗教や諸理念の大家や学者たちとの公式討論会が執り行なわれた。イマーム・レザーもこの会に参加し、これによって多くの人たちがイスラームとシーアに入信した。
イマーム・レザーの時代である20年間のうち10年はハールーンがカリフの位にあった時期であった。第八代イマームはこの期間、信仰隠しで過ごした。この時期は第四代イマーム・サッジャードの時代と類似していた。つまり、たとえアリーの後裔であるセイイエド達の蜂起がなお続いており、イマーム個人が彼らの支えであったとしても、第七代イマームから間を置かずしてその急進的な立場を繰り返すことは不利であった。次の8年はアミーンとマアムーンがカリフの時代であった。この期間は支配を巡って多くの争いがあり、こうした条件下で、イマーム・レザーは活動を拡大することができた。多くの人々がシーア派に改宗した。それを見たカリフ・マアムーンは、イマーム・レザーに皇太子の地位を進言したが、イマーム・レザーはそれと闘ったが、最終的には条件付きで受け入れた。その条件は例えば、カリフ・マアムーンがイマーム・レザーの仕事をイマームの名のもとで為したり、非合法的な統治を正当化することがないように、イマームの統治や司法、任官罷免に干渉しないことであった。イマームは、初めから自分の立場を表明した。彼の皇太子位のために用意された集会での最初の演説で、統治は自分の明らかなる権利であると明白に宣言し、カリフよる強奪を言明した。イマームが皇太子であった期間は一年あまりしか続かなかったが、この間、イマームは活動を続け、ついにカリフ・マアムーンはイマーム・レザーを殉教させた。

### 最後のイマームたち3人の役割とその時代
最後のイマームたちの時代は支配者の厳しい締め付けに留意し、それまでのイマームたちが示した知識が逸脱しないように努めた。
イマーム・レザーの殉教でもって、イマームたちによる新たな努力の時代が始まったが、それは預言者の家の人たちにとって苦難の時代でもあった。イマーム時代の中で、第九代イマーム・ジャヴァード以降は、預言者の家の人たちにとって、最悪の時期であった。
カリフ・マアムーンは討論集会を開き、幼くしてイマームとなったイマーム・ジャヴァードを敵に論破させ、人々の信頼を失墜させようとした。カリフ機関は日に日に監視を強め、最終的にイマーム・ジャヴァードを殉教させる以外に途はなかった。イマーム・ジャヴァードの次の第十代イマーム・ハーディは第十代カリフ・ムタワッキルの従者がカリフに、メッカとメディナの民衆がイマームに従うことを求めていると書き送り、イマームをその力で追放するように求めるまでに至った。カリフはイマーム・ジャヴァードをサーマッラーに召喚した。イマーム・ジャヴァードは20年間「アスキャル」という地区で駐屯軍に囲まれ、官憲の監視のもと、ついに殉教した。
彼の後のイマーム・ハサン・アスキャリーも、そのイマーム位は6年以上に及ばなかったものの、同じような条件下にあった。カリフ機関からの強い監視を受け、ほとんどの期間投獄されていた。同様にシーア派信徒たちが軍備を為すことがないように、カリフ機関は資金の面からも厳しく制約をかけ、彼らのいかなる種類の反抗も厳しく弾圧し、第11代イマーム・ハサン・アスキャリーも殉死した。

### ムハンマド・ムンタザルの役割とその時代
イマーム・ハサン・アスキャリーの息子である第十二代イマームことお隠れイマームであるムハンマド・ムンタザルのイマーム位は、わずか5歳に満たずして始まった。
当時の状況を考えれば、もしイマームが公衆に姿を現せば、若くして殉教した父と同じ道を辿ることになるため、イマーム・ムハンマド・ムンタザルは姿を隠した。ここに69年続く「小お隠れ時代」が始まった。この期間、イマーム・ムハンマド・ムンタザルは4人の代理を介して民衆と間接的に連絡を取った。彼らは「四代代理」として知られている。イマーム・ムハンマド・ムンタザルは民衆からの質疑に彼らを介して答え、人々の問題を解決した。こうして「大お隠れ」の下地を均した。「大お隠れ」時代は、940年からイマームの再臨までという、完全にイマームとの接触が絶たれる時期として認識されている。お隠れイマームは現ウンマを導く最高の指導者であると同時に、予告されている救世主マフディーであるとみなされている。
イマーム固有の義務の一つは、「内面的導き」であるため、お隠れの時代にあっても、イマームは内面的導きにおいて活発な役割を果たしている。さらにイマームは真実を求める人たちに様々な方法で宗教上の学識や真理、知識の追求上での諸問題において力添えをし、彼の指向でもって問題を解かせ、人々はイマームの存在や導きを間接的に享受する。

## 十二イマーム派法学の基本的特徴
十二イマーム派は、歴史的・神学的に、イスラームの中で特異な位置を占めている。結局のところ、スンナ派、シーア派両派の相違の根源は、霊的指導者イマームを認知するか否かの点に尽きる。これは基本的に教義的（神学的）議論である。根源において著しい相違があれば、そこから派生する諸々の点においても違いが現れるのは必定である。つまり、シーア派ではあらゆる宗教的論議の基本といてイマームの権威を必須の条件とするのであって、彼らに結びつかない伝承は信憑性を疑われることになる。
一般にシーア派では自らの見解の基本を預言者の家族の中でも特異な構成員であるイマームの指示に置く。つまり、スンナ派では預言者の伝承（スンナ）を彼の教友を通じて伝えられた通りに受容するが、シーア派では彼の家族を通じて受け入れるのである。別の面からいえば、スンナ派法学派ではメディナ（特にマーレキー派）、イラク（特にハナフィー派）の主要な法学者の見解に従うのに対して、シーア派では預言者の末裔であるイマームの意見に従うということである。シーア派の中で主流である十二イマーム派では、六代目イマーム・ジャファル・サーディクが格別に枢要な位置を占めており、同派はジャファル派とも呼ばれる

### シーア派法学の法源
シーア派法学では、クルアーン、伝承（スンナ）、シーア派法学者の意見の一致（イジュマー）、理性（アクル）の四つを法源と認める。伝承については、預言者とイマームによってなされた発言、行為、暗黙の了解が信頼できる伝承者によって伝えられたものでなければならない。この点で興味深い点は、信頼できるスンナ派の伝承者によるものの方が、邪悪なシーア派の伝承者によるものより優れていると考えられていることである。伝承者の見解はあまり問題視されていない。
イジュマーはそれ自体では法源とはならない。しかし、これによってイマームの考えを知る手段となりうる。十二を数えるイジュマーの機能があると言われるが、最も有力なものは、イマームたちが存命中その近くにいた教友たちの意見の一致である。
四番目の理性の行使は極めてシーア派的である。これは純粋理性ならびに実践理性から引き出される明確な判断を意味している。実践理性の好例としては、公正は正しく、不正は悪であるというような判断である。シーア派の法学原理によれば、「理性の命ずるものは全て宗教の命ずるものである」。したがって、宗教の規則は唯一理性の判定によって判断される。行為とその前提の関係、なんらかの規定と禁止の関係などは、全てシーア派法学の方法上、合理的前提であり、法的規則を見い出す純粋理性に基づく法源である。
シーア派法学上最も基本となる伝承集は通常以下の４つである。
①کتاب الکافی ابو جعفر محمدبن یعقوب کلینی
②کتاب من لا یحضره الفقیه محمد بن علی بابویه القمی
③تهذیب الاحکام محمد بن حسن الطوسی
④الاستبصار فيما اختلف من الأخبار
またこの他に有名なものにビハール・アル＝アンワルがなどがある。
以上四つの法源は、一種の論理的思惟の方法（法学用語でイジュティハード）を用いて実践される。シーア派では、このイジュティハードは学者たちに開かれたものである一方、スンナ派では初期の学者に限定されている。したがって全てのシーア派法学者はなんらかの法的判断を下す場合、自らこれらの法源を調査しなければならない。ムジュタヒドが他のムジュタヒドの意見を模倣することは非合法である。

### シーア派法学で取り扱う主題
イスラーム法学では、取り扱う主題に応じて大きくイバーダート（信仰、儀礼に関する規定）と、ムアーマラート（世俗的な営為に関する規定）の二つに分類される。スンナ派、シャフィイー派法学者であったガザーリーはさらに細分化して、イバーダート、アダト（一般的事柄）、ムンジヤート（救済を保証する事柄）およびムフリカート（破滅をもたらす事柄）の四つに分類している。
シーア派法学では、その他スンナ派の分類法の影響を受けながらMuhammad b. al-Hasan al-Hilliが四分類法を完成した。代表作شرایع‌الاسلامで提示されたこの分類法は、以後の法学者に継承された。それによると、法学で扱う主題は、イバーダート、ウクード（契約、ここでは相互的な義務を表す）、イカアート（一方的な義務）およびアフカームである。
例えばShahid Awwalはこれを受けて、宗教上の規定は地上での生活に関するものが彼岸の生活に関するものかどちらか一方であるとした。前者がムアーマラートであり、後者がイバーダートである。またムアーマラートは、個人の営為に関わるものとそうでないものに分類されるが、個人に関わらないものをアフカームとした。
さらに法学者の中には、イバーダートとムアーマラートを分類する理由は、前者が本来的にもつ美しさと優位性によると考える者もいた。つまり、信仰はイスラーム教徒にとって、果たすべき義務であるからである。全ての法学書では、信仰、儀礼に関する規定がまず先におかれ、世俗的営為に関するものはその後に続く。
شرایع‌الاسلامの四分類法に従い、シーア派法学が取り扱う主題について列記する。主題は全部で52ある。
①信仰に関する行為（イバーダート）
・al-tahāra（儀礼的潔め）の書
・al-salāt
・al-zalāt
・al-khums
・al-sawn
・al-i'ikāf
・al-hajj
・al-'umrā
・al-jihād
・al-amr bi'l-ma'rūf wa'l-nahy 'an al-munkar
②契約
・al-tijāra
・al-raḥn
・al-mufallas
・al-ḥajr
・al-dāmān
・al-sulḥ
・al-sharika
・al-muḍāraba
・al-muzāra'a wa'l- musāqāt
・al-wadī'a
・al-'āriya
・al-ijāra
・al-wikāla
・al-wuqūf wa 'l-ṣadaqāt
・al-suknā wa' l-taḥbīs
・al-hibāt
・al-sabq wa'l-rimāya
・al-waṣāyā
・al-nilāḥ
③一方的義務
・al-ṭalāq
・al-khu'l wa l'l-mubāra'a
・al-zihāl
・al-īlā'
・al-li'ān
・al-'itq
・al-tadbīr wa'l-mukātaba wa 'l-istīlād
・al-iqrār
・al-ju'āla
・al-aymān
・al-nadhr
④規則
・al-ṣayd wa'l-dhabāḥa
・al-at'ima wa'l-ashriba
・al-ghaṣb
・al-shuf'a 
・iḥyā' al-mawāt
・al-luqaṭa
・al-farā'iḍ
・al-qaḍa'
・al-shahādāt
・al-ḥudūd wa'l-ta'zīrāt
・al-qiṣāṣ
・al-diyāt
شرایع‌الاسلامは十二イマーム派法学において最高の権威を持つ書物であり、現在もイランを中心とする宗教学院で基本的文献として研究されている。

## 十二イマーム派法学：オスーリー派の確立
スンナ派イスラーム法学の法源として、旧来次の四つが認められてきた。すなわち、クルアーン、預言者の伝承、共同体の総意、類推である。クルアーンは神の言葉そのものとして最高の権威を持つことはいうまでもない。しかし、それは法学・神学的解釈の大枠に過ぎない。現実の具体的問題に法学的解釈を下す際、最も重要な法源は預言者の伝承である。シーア派では、これに加え、預言者ムハンマドから直接代理を賦与された十二人のイマームの伝承（アフバール）を最高重視する。この伝承集は10世紀から12世紀に編纂されたが、現在も十二イマーム派の法解釈において最高の権威を有している。
現実の共同体で発生する法的問題に対応するために、クルアーンや伝承を用いても十分に対処できない場合は、法解釈者の個人的判断が加えられることになる。この個人的判断は、イジュティハード、イスティフサーン、キヤース、ラーイーなど、判断の根拠の精確さに応じて、また用いられる目的に応じた用語がある。シーア派では、恣意的で根拠が薄弱なラーイーやキヤースは排除される。他方、信頼度の高い伝承的根拠に基づき、理性を行使する法的判断がイジュティハードである。
イジュティハードの行使は、原則としてシーア派で禁止されることはなかった。しかし、十二世紀までは、むしろこれを排除する傾向があった。のちにこれの重要性について注意を喚起したのが、モンゴル朝期に活躍したアッラーマ・ヒッリーであった。これ以後、サファヴィー朝においてもその重要性は認識されていたが、時代に反映するほど明白な争点として現れなかった。しかし、十九世紀への変わり目にいたり、行使の可否を巡って、イジュティハードは決定的に重要な法概念であると考えられるようになったのである。
この時期、法解釈の方法をめぐり熾烈な抗争が行われた。一方は法的解釈に際して、クルアーンおよび預言者とイマームの伝承の地は一切法源として用いるべきではないとする立場、他はクルアーンや伝承で十分対処できない新しい問題については、資格を認定された法学者の理性的判断を容認する立場である。前者をアフバーリー派（伝統墨守の一派）、後者をウスーリー派（法学の原則に理性を許容する一派）と呼んだ。
アフバーリー派は、サファヴィー朝半ば、モッラー・アミーン・アスタラバーディーによって確立された。その基本的立場によれば、十二代目イマームの「お隠れ」以前、以後いずれにおいても信者共同体の法的状況には何ら本質的相違、変化はないと考える。したがって、イマーム不在の時代にあっては、クルアーンは別格として、最も重要な法源はイマームの伝承だけである。そして、そのような伝承の集大成として、４つの伝承のみを容認するのである。
伝承重視の立場は徹底していた。例えば、ある伝承の信憑性が不確かであっても、四大伝承集に採録された伝承であれば真正なものとみなした。また、ある行為の妥当性について伝承では判定がなされておらず、その行為自体が疑わしい場合、その行為を行うことは慎重に控える。さらに、対立する伝承が複数ある場合は、イマームの言行を優先する。それでも判断できない場合は、いずれの伝承にも従わない（タワッコフ）という立場をとった。
この伝承重視の立場は、サファヴィー朝以降、一八世紀に入ってからも十二イマーム派の主流となっていた。特に、現在のイラク共和国南部地域で同派の勢力は顕著であった。この地域はアタバードと呼ばれ、シーア派の聖地であり、宗教的学問の中心地であった。初代イマーム・アリー（ナジャフ）や、三代目イマーム・ホセイン（カルバラー）の墓廟など、イマームに縁のある地が多く存在する。国境という人為的概念が希薄な時代のことであり、イランからも数多くの優秀な学者、学生が賢者を求めて、まだイマームたちの霊力に引きつけられるかのようにアタバードを訪れた。しかし、一八世紀末にこのアタバードで異変が生じつつあった。アフバーリー派に対する攻撃がなされたのである。
この反撃の旗手となったのが、ベフバハーニーという人物であった。シーア派では、イマームのお隠れ以後、百年に一人時代を変える人物（モジャッデド）が現れると言われている。ベフバハーにーはモジャッデドであり、シーア派学界で優に歴代十傑に入る人物として高く評価されている。
ベフバハーニーは、1705年、エスファファーンの町で生まれた。イラクのナジャフで研鑽して後、イラン南西部のベフバーンの町に30年滞在した。この地においても当時一斉を風靡していた伝統主義を掲げるアフバーリー派が優勢であり、彼はこの一派の影響力を削除する活動を行った。その後イラクに戻り、イマーム・ホセイン殉教の地カルバラーを本拠地といて、アフバーリー派に対する戦いを継続した。
反アフバーリー派の書物を著して同派の主張に反駁を加える一方で、分散するウラマーの権威を極力単一の人物に集中し、シーア派全体を統合しようと企てた。そして、この立場に反対する者を異端宣言（タクフィール）することによって、教敵の勢力を削いだ。目的達成のためには暴力も辞さなかった。勢力的な活動の結果、彼が没する18世紀末から19世紀の変わり目には、アフバーリー派の勢力は、ほぼ潰えてしまったといわれている。こうして伝承重視に対して、理性の働きを重んじるオスーリー派が力を得るようになった。
オスーリー派の勝利は、モジュタヘドの勝利であった。モジュタヘドとは、法解釈において独自に理性的判断を下す機能（イジュティハード）を許可された宗教学者のことである。元来、イスラームでは聖職者階級は存在しないため、誰であっても一定の学的水準に達したものは、独自の法解釈に基づき行動することができる。しかし、現実には一般の信者が一定の学的水準に達することは極めて困難である。モジュタヘドになるためには、通常何十年もの年月を要したからである。例えば、アラビア語、文学、倫理学、クルアーン解釈学、伝承がく、聖者伝、法学倫理、他の宗派の教義など、幅広い知識を必要とした。したがって、一般信者はムスリムとしての宗教的、社会的義務を遂行するとき、その行為の規範を提供する宗教学者に助言を求める。これをタグリード（模倣）という。
シーア派の教義によると、全ての信者は少なくとも一人の規範の対象を持たなければならない。この規範（模倣）の対象（源）をマルジャア・アッ＝タグリードという。マルジャア・アッ＝タグリードは生きたモジュタヘドであって、故人であってはならない。信者と宗教学者のこの関係は、オスーリー派の勝利によって一層強化された。
ベフバハーニーの没後、19世紀も半ばに近づく頃、ウラマー階層全体を最も学識のある単一のマルジャア・アッ＝タグリードの下に統合しようという動きがあった。その結果、単一のマルジャア・アッ＝タグリードになったのがサーへべ・ジャヴァーヘル、そしてその後を受けたのが、シャイフ・モルタザー・アンサーリーであった。特にアンサーリーは「法学者の封印」とさえいわれ、十二イマーム派教学に、大きな足跡を残した。こうしてマルジャア・アッ＝タグリードがシーア派世界に君臨する多勢が出来上がった。この経過と以後の発展について、モタッハリーは、1960年代に執筆した「宗教学者組織の基本的問題」という論考のなかで次のように説明している。
新しい（西洋）文明がまだイランに来ておらず、都市間の交流手段が今よりも貧しかった100年ほど前までに、各都市の人々は、自分たちの資金（ホムス）を同じ町のウラマーに支払っていた。そしてそれらの資金の大半は同じまちで費やされていた。しかし、この一世紀において、それぞれの地点相互に接近する新しい手段が発明されたために、資金はマルジャア・アッ＝タグリードという人物に支払うことが習慣となった。これ以後、マルジャア・アッ＝タグリードの居住する中心地は注目を受けるばかりか、彼の命令が従われるようになった。その結果、（これらの宗教的資金のうち）イマームの取り分と言われる部分が、新しい土地からもたらされて、宗教学院（の収入）としてはいることになったため、学院は拡大した。全体として、（人々の）往来が盛んとなり、人びちが身近にマルジャと面会し、学院が拡張し、学生や卒業生の数が増え、徐々に町や村がマルジャの影下に入ったため、指揮権と権力が拡大されたのである。
同時代にこの指揮権と権力を十分に行使し、その指揮権と権力を拡大するために新しい手段を活用した人物が、シーラーズィーであった。この権力と指揮権を初めて明らかにしたのが、かの有名なタバコ利権に関する教令（ファトワー）であった。
単一のマルジャア・アッ＝タグリードの体制が出来上がったため、経済的にも基盤が安定した宗教学層は、イランの近・現代史上、特異な社会・政治的役割を演じることができた。